# Christian Christopher Reenberg
Christian Christopher Reenberg (4. august 1687 i Aalborg – 3. september 1757) var en dansk præst. Han var søn af provinsialmedikus, dr. med. Frands Reenberg (død 1727) og dennes 1. hustru, Bente Marie de Hemmer (død 1697), samt gift med Christine, født Lerche.
Som privatist blev han student 1705 og var alumn på Borchs Kollegium 1710-1712. Straks efter at han var kommet ind på kollegiet, benyttede hans farbroder stiftsprovst Morten Reenberg hans hjælp i en strid med daværende professor Jacob Lodberg om Verdens Evighed, i det den unge mand tog dette emne til genstand for sin første disputats. Men næppe var den påbegyndte trykning kommet Lodberg for øje, før denne satte alt i bevægelse for at få skriftet supprimeret, hvad ogsaa lykkedes.
1715 blev Reenberg præst i Finderup (ved Slagelse), senere herredsprovst. Ligesom farbroderen, stiftsprovsten, var han pietismens svorne fjende. Da derfor kirkeinspektionskollegiet allerede efter sit første møde 1738 ønskede præsternes betænkning om kirketugt, husbesøg, medhjælpere og deslige, gav Reenberg meget hurtig på egne og sine herredsbrødres vegne kollegiet ren besked om, at nye forholdsregler slet ikke behøvedes, når man blot ville holde sig efter ritualets forskrifter; derimod vilde almueskolers oprettelse overalt på landet være det bedste middel til almuens kristelige oplysning.
I "Spectatorfejden", hvor Jørgen Riis havde rettet et skarpt angreb på præsterne, udgav Reenberg anonymt et interessant og dygtigt modskrift, En Faders sidste Brev til en ung Student (1745), hvori han dog giver Spectator ret i meget og nærmere udvikler, hvorledes den præstelige gerning er at forrette.